# El niño vacío
El niño vacío (The Empty Child) es el noveno episodio de la primera temporada moderna de la serie británica de ciencia ficción Doctor Who, emitido originalmente el 21 de mayo de 2005. Su autor es Steven Moffat y lo dirigió James Hawes. Es la primera parte de una historia en dos episodios que concluyó con El Doctor baila el 28 de mayo, y marca la primera aparición de John Barrowman como el capitán Jack Harkness, que se convertiría en acompañante recurrente y protagonista del spin-off de Doctor Who Torchwood. La historia en dos episodios ganó el premio Hugo 2006 a la mejor presentación dramática en forma corta.

## Argumento
El Noveno Doctor(Christopher Eccleston)  y Rose (Billie Piper) persiguen en la TARDIS un extraño cilindro metálico a lo largo del espacio y el tiempo porque la TARDIS lo ha detectado como peligroso, así como que se dirige justo hacia Londres. Cuando llegan a las inmediaciones de donde ha caído, el Doctor va a investigar mientras Rose descubre a un extraño niño con una máscara de gas al que sigue. El Doctor descubrirá que están en el bombardeo de Londres de la Segunda Guerra Mundial, y Rose, siguiendo al niño, queda atrapada en una cuerda colgada de un zepelin que levanta vuelo. Cuando está a punto de caer la rescata un desconocido que tiene una nave espacial propia y que se identifica como Jack Harkness (John Barrowman). Mientras, el Doctor conoce a un grupo de niños liderados por la mayor de ellos, Nancy (Florence Hoath), que aprovecha los bombardeos para colarse en las casas vacías de los ciudadanos que se ocultan en los refugios para conseguir comida. Entonces el niño de la máscara de gas aparece otra vez llamando a su madre. Todos los niños salen huyendo. Antes de marcharse, Nancy le dice que no debe tocarle o se volverá como él, "vacío".

### Continuidad
Este es el primer episodio en el que aparece el acompañante Jack Harkness interpretado por John Barrowman, que apareció durante el resto de la temporada y después sería un personaje recurrente en Doctor Who y protagonista de su propia serie Torchwood. Según un policial de oficina en el episodio de Torchwood Todo cambia, el capitán Jack Harkness desapareció el 21 de enero de 1941. Esto sugiere que esta historia tiene lugar en enero de 1941. En The Talons of Weng-Chiang el villano, Magnus Greel, es un viajero en el tiempo del siglo LI que teme que le persigan los agentes del tiempo.
El hospital Albion también aparece en el episodio Alienígenas en Londres. En El cielo envenenado, el Doctor al ponerse una máscara de gas repite bromeando la frase "¿Eres mi mamá?". El uso del alias del Doctor, "John Smith" (con o sin el título "Doctor") es muy longevo, apareciendo por primera vez en The Wheel in Space (1968), y después muchas otras veces, sobre todo en la etapa del Tercer Doctor cuando trabajaba en UNIT El Dr. Constantine remarca que antes de la guerra él era padre y abuelo, y ahora no es nada de eso, pero aún es doctor. El Doctor dice "conozco ese sentimiento", una referencia a su nieta Susan Foreman (y su padre y madre desconocidos), que se supone han muerto en la Guerra del Tiempo junto con el resto de la familia del Doctor.

## Producción
El título provisional del episodio era World War II (Segunda Guerra Mundial). En los borradores del guion se citaba el título del episodio como An Empty Child (Un niño vacío), una referencia a An Unearthly Child (Una niña sobrenatural), el primer episodio de Doctor Who. En la información del episodio en el DVD también se menciona que "Londres está siendo aterrorizado por un niño sobrenatural".
El rodaje se hizo en el Barry Tourist Railway, Barry Island y el ahora demolido campamento de verano de Butlins ya habían sido utilizados como localización para el serial del Séptimo Doctor Delta and the Bannermen. El sonido de la calavera quebrándose durante la transformación en máscara de gas se consideró demasiado horripilante y se cortó antes de la emisión. Sin embargo, el escritor Steven Moffat afirma en los comentarios del DVD que se habló del sonido pero nunca se incluyó. Según el episodio de Doctor Who Confidential titulado Fear Factor, el efecto se añadió en la versión del episodio de la compilación en DVD de la temporada.
A diferencia de los episodios anteriores, el tráiler de "en el próximo episodio" se insertó tras los títulos de crédito en lugar de antes de ellos, posiblemente en reacción a los comentarios tras Alienígenas en Londres donde se quejaron de que el tráiler estropeó el cliffhanger de ese episodio. Esta tendencia seguiría en la mayoría de historias en varias partes de la serie. Las naves Chula reciben el nombre de un restaurante de cocina fusión de comida india y de Bangladés situada en Hammersmith, Londres, donde los guionistas hicieron una reunión para hablar sobre los guiones que iban a desarrollar para la serie tras ser contratados por Russell T Davies. Esta reunión se grabó en video y se incluyó en la compilación en DVD de la temporada.

## Emisión y recepción
El niño vacío tuvo una audiencia final de 7,11 millones de espectadores en el Reino Unido.
SFX dijo que la historia en dos partes lo tenía "todo", alabando particularmente el guion de Moffat. En 2012, Dave Golder, de la misma revista, calificó El niño vacío como un buen ejemplo de "episodio de niño horripilante" de ciencia ficción. A Den Hogan de Digital Spy no le gustó Barrowman como el capitán Jack, pero calificó el episodio como "uno particularmente horripilante en la temporada" a pesar de Jack y "la brevedad del buen y escalofriante pequeño cameo de Richard Wilson". Después calificó El niño vacío y El Doctor baila como los mejores episodios de la temporada. Arnold T. Blumburg de la revista Now Playing le dio al episodio una nota de Notable, describiéndolo como "sólido" con elementos de la serie original, aunque pensó que se lanzó demasiadas cosas a la audiencia y todavía no le impresionó el Jack de Barrowman.
En una encuesta de Doctor Who Magazine de 2009, la historia en dos partes se colocó como el quinto mejor episodio de Doctor Who. The Daily Telegraph nombró a esta historia la mejor del programa en 2008. En 2011, antes de la emisión de la segunda parte de la temporada 2011, The Huffington Post calificó el conjunto de El niño vacío y El Doctor baila como uno de los cinco episodios esenciales que deben ver los nuevos espectadores.
El conjunto de El niño vacío y la conclusión El Doctor baila ganó el premio Hugo 2006 a la mejor presentación dramática en forma corta.